# Noah Gragson
Statistiques en NASCAR Cup Series
Dernière mise à jour : 30 novembre 2023 
Noah Quinn Gragson, est un pilote automobile américain de NASCAR né le 15 juillet 1998 à Las Vegas dans le Nevada.

## Carrière
Depuis le début de la saison 2023, il participe au programme complet du championnat de la NASCAR Cup Series au volant de la voiture Chevrolet Camaro ZL1 no 42 de marque Chevrolet Camaro ZL1 au sein de l'écurie Legacy Motor Club (en).
Précédemment, il a participé au programme complet de la NASCAR Xfinity Series de 2019 à 2022 pour l'écurie JR Motorsports (respectivement 8e, 5e, 3e et 2e) et au programme complet de la NASCAR Camping World Truck Series en 2017 (10e) et 2018 (2e).
En 2015 et 2016, il a terminé 2e et 3e du championnat de la NASCAR K&N Pro Series West.
En août 2023, la NASCAR annonce qu'il a suspendu indéfiniment le pilote Noah Gragson après avoir « aimé » un mème ridiculisant le meurtre de George Floyd.

## Palmarès

### Victoires et accomplissements
- 2022 :
  - Vainqueur du trophée 2022 du pilote le plus populaire en Xfinity Series ;
  - Victoire à l'United Rentals 200 à Phoenix en Xfinity Series ;
  - Victoire au Ag-Pro 300 à Talladega en Xfinity Series ;
  - Victoire au Explore the Pocono Mountains 225 de Pocono en Xfinity Series ;
  - Victoire au Sport Clips Haircuts VFW 200 à Darlington en Xfinity Series~ ;
  - Victoire au Kansas Lottery 300 de Kansas City en Xfinity Series~ ;
  - Victoire au Food City 300 de Bristol en Xfinity Series~ ;
  - Victoire à l'Andy's Frozen Custard 300 au Texas en Xfinity Series~ ;
  - Victoire au Contender Boats 300 de Homestead en Xfinity Series ;
  - Record du plus grand nombre de victoires consécutives (4 victoires en 2022~) en Xfinity Series (à égalité avec Sam Ard (en)) ;
- 2021 :
  - Victoire au Sport Clips Haircuts VFW 200 de Darlington en Xfinity Series ;
  - Victoire au Go Bowling 250 à Richmond en Xfinity Series ;
  - Victoire au Dead On Tools 250 à Martinsville en Xfinity Series ;
- 2020 : 
  - Victoire au Racing Experience 300 de Daytona en Xfinity Series ;
  - Victoire au Cheddar's 300 de Bristol en Xfinity Series ;
- 2018 :
  - Vainqueur du trophée 2018 du pilote le plus populaire en Truck Series ;
  - Victoire au 37 Kind Days 250 à Kansas City en Truck Series ;
  - Victoire en Super Late Model lors du Snowball Derby ;
- 2017 :
  - Victoire au Texas Roadhouse 200 de Martinsville en Truck Series ;
  - Victoire en Super Late Model lors du Winchester 400 ;
- 2016 : 
  - 2 victoires en NASCAR K&N Pro Series East ;
  - 2 victoires en NASCAR K&N Pro Series West ;
- 2015 :
  - Vainqueur du trophée 2015 du meilleur pilote débutant (rookie) de la saison en NASCAR K&N Pro Series West ;
  - 2 victoires en NASCAR K&N Pro Series West ;
  - Victoire en Super Late Model lors du Idaho 208.

### NASCAR

#### Cup Series
| Légende  | Légende |
| -------- | --- |
| Gras     | Pole position décernée en fonction du temps réalisé en qualification.                                                                     |
| Italique | Pole position décernée en fonction des points au classement ou des temps aux essais.                                                      |
| *        | Plus grand nombre de tours menés. |
| 01       | Aucun point de championnat car inéligible pour le titre lors de cette saison (le pilote concourt pour le titre dans une autre catégorie). |
| DNQ      | Ne s'est pas qualifié. |
| Résultats en NASCAR Cup Series | Résultats en NASCAR Cup Series | Résultats en NASCAR Cup Series | Résultats en NASCAR Cup Series | Résultats en NASCAR Cup Series | Résultats en NASCAR Cup Series | Résultats en NASCAR Cup Series | Résultats en NASCAR Cup Series | Résultats en NASCAR Cup Series | Résultats en NASCAR Cup Series | Résultats en NASCAR Cup Series | Résultats en NASCAR Cup Series | Résultats en NASCAR Cup Series | Résultats en NASCAR Cup Series | Résultats en NASCAR Cup Series | Résultats en NASCAR Cup Series | Résultats en NASCAR Cup Series | Résultats en NASCAR Cup Series | Résultats en NASCAR Cup Series | Résultats en NASCAR Cup Series | Résultats en NASCAR Cup Series | Résultats en NASCAR Cup Series | Résultats en NASCAR Cup Series | Résultats en NASCAR Cup Series | Résultats en NASCAR Cup Series | Résultats en NASCAR Cup Series | Résultats en NASCAR Cup Series | Résultats en NASCAR Cup Series | Résultats en NASCAR Cup Series | Résultats en NASCAR Cup Series | Résultats en NASCAR Cup Series | Résultats en NASCAR Cup Series | Résultats en NASCAR Cup Series | Résultats en NASCAR Cup Series | Résultats en NASCAR Cup Series | Résultats en NASCAR Cup Series | Résultats en NASCAR Cup Series | Résultats en NASCAR Cup Series | Résultats en NASCAR Cup Series | Résultats en NASCAR Cup Series | Résultats en NASCAR Cup Series | Résultats en NASCAR Cup Series |
| ------------------------------ | ------------------------------ | ------------------------------ | ------------------------------ | ------------------------------ | ------------------------------ | ------------------------------ | ------------------------------ | ------------------------------ | ------------------------------ | ------------------------------ | ------------------------------ | ------------------------------ | ------------------------------ | ------------------------------ | ------------------------------ | ------------------------------ | ------------------------------ | ------------------------------ | ------------------------------ | ------------------------------ | ------------------------------ | ------------------------------ | ------------------------------ | ------------------------------ | ------------------------------ | ------------------------------ | ------------------------------ | ------------------------------ | ------------------------------ | ------------------------------ | ------------------------------ | ------------------------------ | ------------------------------ | ------------------------------ | ------------------------------ | ------------------------------ | ------------------------------ | ------------------------------ | ------------------------------ | ------------------------------ | ------------------------------ |
| Année                          | Équipe                         | No.                            | Constructeur                   | 1                              | 2                              | 3                              | 4                              | 5                              | 6                              | 7                              | 8                              | 9                              | 10                             | 11                             | 12                             | 13                             | 14                             | 15                             | 16                             | 17                             | 18                             | 19                             | 20                             | 21                             | 22                             | 23                             | 24                             | 25                             | 26                             | 27                             | 28                             | 29                             | 30                             | 31                             | 32                             | 33                             | 34                             | 35                             | 36                             | Clas.                          | Pts                            |
| 2021                           | Beard Motorsports (en)         | 62                             | Chevrolet                      | DAY DNQ                        | DRC                            | HOM                            | LVS                            | PHO                            | ATL                            | BRD                            | MAR                            | RCH                            | TAL                            | KAN                            | DAR                            | DOV                            | COA                            | CLT                            | SON                            | NSH                            | POC                            | POC                            | ROA                            | ATL                            | NHA                            | GLN                            | IRC                            | MCH                            | DAY                            | DAR                            | RCH                            | BRI                            | LVS                            | TAL                            | ROV                            | TEX                            | KAN                            | MAR                            | PHO                            | 69e                            | 01                             |
| 2022                           | Beard Motorsports (en)         | 62                             | Chevrolet                      | DAY 31                         | CAL                            | LVS                            | PHO                            |                                |                                |                                |                                |                                | TAL 20                         | DOV                            | DAR                            |                                |                                |                                |                                |                                |                                |                                |                                |                                |                                |                                |                                |                                | DAY 5                          | DAR                            |                                |                                |                                |                                |                                |                                |                                |                                |                                | 44e                            | 01                             |
| 2022                           | Kaulig Racing                  | 16                             | Chevrolet                      |                                |                                |                                |                                | ATL 37                         | COA                            | RCH                            | MAR                            | BRD 27                         |                                |                                |                                | KAN 18                         | CLT 24                         | GTW                            | SON                            | NSH                            | ROA                            | ATL 34                         | NHA                            | POC 24                         | IRC                            | MCH 30                         | RCH 24                         | GLN                            |                                |                                | KAN 18                         | BRI                            | TEX 21                         |                                |                                |                                |                                |                                |                                | 44e                            | 01                             |
| 2022                           | Hendrick Motorsports           | 48                             | Chevrolet                      |                                |                                |                                |                                |                                |                                |                                |                                |                                |                                |                                |                                |                                |                                |                                |                                |                                |                                |                                |                                |                                |                                |                                |                                |                                |                                |                                |                                |                                |                                | TAL 19                         | CLT 23                         | LVS 11                         | HOM 25                         | MAR 25                         | PHO                            | 44e                            | 01                             |
| 2023                           | Legacy Motor Club              | 42                             | Chevrolet                      | DAY 24                         | CAL 22                         | LVS 30                         | PHO 29                         | ATL 12                         | COA 20                         | RCH 37                         | BRD 33                         | MAR 30                         | TAL 32                         | DOV 34                         | KAN 29                         | DAR 26                         | CLT 36                         | GTW 33                         | SON                            | NSH 26                         | CSC 25                         | ATL 33                         | NHA 32                         | POC 22                         | RCH 28                         | MCH                            | IRC                            | GLN                            | DAY                            | DAR                            | KAN                            | BRI                            | TEX                            | TAL                            | CLT                            | LVS                            | HOM                            | MAR                            | PHO                            | 33e                            | 199                            |
Au 30 novembre 2023, il a participé à 39 courses réparties sur 3 saisons (2021-2023).
- Voiture en 2023 : no 42
- Écurie : Legacy Motor Club (en)
- Résultat saison 2023 : 33e [4]
- Meilleur classement en fin de saison : 33e en 2023
- 1re course : Daytona 500 2022 (Daytona)
- Dernière course : Cook Out 400 de 2023 (à Richmond)
- Première victoire : -
- Dernière victoire : -
- Victoire(s) : 0
- Top5 : 1
- Top10 : 1
- Pole position : 0

#### Xfinity Series
| Légende  | Légende |
| -------- | --- |
| Gras     | Pole position décernée en fonction du temps réalisé en qualification.                                                                     |
| Italique | Pole position décernée en fonction des points au classement ou des temps aux essais.                                                      |
| *        | Plus grand nombre de tours menés. |
| 01       | Aucun point de championnat car inéligible pour le titre lors de cette saison (le pilote concourt pour le titre dans une autre catégorie). |
| DNQ      | Ne s'est pas qualifié. |
| Résultats en NASCAR Xfinity Series | Résultats en NASCAR Xfinity Series | Résultats en NASCAR Xfinity Series | Résultats en NASCAR Xfinity Series | Résultats en NASCAR Xfinity Series | Résultats en NASCAR Xfinity Series | Résultats en NASCAR Xfinity Series | Résultats en NASCAR Xfinity Series | Résultats en NASCAR Xfinity Series | Résultats en NASCAR Xfinity Series | Résultats en NASCAR Xfinity Series | Résultats en NASCAR Xfinity Series | Résultats en NASCAR Xfinity Series | Résultats en NASCAR Xfinity Series | Résultats en NASCAR Xfinity Series | Résultats en NASCAR Xfinity Series | Résultats en NASCAR Xfinity Series | Résultats en NASCAR Xfinity Series | Résultats en NASCAR Xfinity Series | Résultats en NASCAR Xfinity Series | Résultats en NASCAR Xfinity Series | Résultats en NASCAR Xfinity Series | Résultats en NASCAR Xfinity Series | Résultats en NASCAR Xfinity Series | Résultats en NASCAR Xfinity Series | Résultats en NASCAR Xfinity Series | Résultats en NASCAR Xfinity Series | Résultats en NASCAR Xfinity Series | Résultats en NASCAR Xfinity Series | Résultats en NASCAR Xfinity Series | Résultats en NASCAR Xfinity Series | Résultats en NASCAR Xfinity Series | Résultats en NASCAR Xfinity Series | Résultats en NASCAR Xfinity Series | Résultats en NASCAR Xfinity Series | Résultats en NASCAR Xfinity Series | Résultats en NASCAR Xfinity Series | Résultats en NASCAR Xfinity Series | Résultats en NASCAR Xfinity Series |  |
| ---------------------------------- | ---------------------------------- | ---------------------------------- | ---------------------------------- | ---------------------------------- | ---------------------------------- | ---------------------------------- | ---------------------------------- | ---------------------------------- | ---------------------------------- | ---------------------------------- | ---------------------------------- | ---------------------------------- | ---------------------------------- | ---------------------------------- | ---------------------------------- | ---------------------------------- | ---------------------------------- | ---------------------------------- | ---------------------------------- | ---------------------------------- | ---------------------------------- | ---------------------------------- | ---------------------------------- | ---------------------------------- | ---------------------------------- | ---------------------------------- | ---------------------------------- | ---------------------------------- | ---------------------------------- | ---------------------------------- | ---------------------------------- | ---------------------------------- | ---------------------------------- | ---------------------------------- | ---------------------------------- | ---------------------------------- | ---------------------------------- | ---------------------------------- |  |
| Année                              | Équipe                             | No.                                | Constructeur                       | 1                                  | 2                                  | 3                                  | 4                                  | 5                                  | 6                                  | 7                                  | 8                                  | 9                                  | 10                                 | 11                                 | 12                                 | 13                                 | 14                                 | 15                                 | 16                                 | 17                                 | 18                                 | 19                                 | 20                                 | 21                                 | 22                                 | 23                                 | 24                                 | 25                                 | 26                                 | 27                                 | 28                                 | 29                                 | 30                                 | 31                                 | 32                                 | 33                                 | Clas.                              | Pts                                |  |
| 2018                               | Joe Gibbs Racing                   | 18                                 | Toyota                             | DAY                                | ATL                                | LVS                                | PHO                                | CAL                                | TEX                                | BRI                                | RCH 2                              | TAL 4                              | DOV 7                              | CLT                                | POC                                | MCH                                | IOW                                | CHI                                | DAY                                | KEN                                | NHA                                | IOW                                | GLN                                | MOH                                | BRI                                | ROA                                | DAR                                | IND                                | LVS                                | RCH                                | ROV                                | DOV                                | KAN                                | TEX                                | PHO                                | HOM                                | 89e                                | 01                                 |  |
| 2019                               | JR Motorsports                     | 9                                  | Chevrolet                          | DAY 11                             | ATL 9                              | LVS 3                              | PHO 11                             | CAL 12                             | TEX 13                             | BRI 9                              | RCH 22                             | TAL 11                             | DOV 19                             | CLT 4                              | POC 6                              | MCH 2                              | IOW 6                              | CHI 6                              | DAY 15                             | KEN 6                              | NHA 10                             | IOW 4                              | GLN 9                              | MOH 5                              | BRI 17                             | ROA 4                              | DAR 8                              | IND 3                              | LVS 6                              | RCH 7                              | ROV 5                              | DOV 7                              | KAN 13                             | TEX 30                             | PHO 10                             | HOM 4                              | 8e                                 | 2246                               |  |
| 2020                               | JR Motorsports                     | 9                                  | Chevrolet                          | DAY 1                              | LVS 4                              | CAL 26                             | PHO 7                              | DAR 5*                             | CLT 11                             | BRI 1                              | ATL 2                              | HOM 3*                             | HOM 5*                             | TAL 10                             | POC 22                             | IRC 3                              | KEN 11*                            | KEN 7                              | TEX 30                             | KAN 15                             | ROA 6                              | DRC 3                              | DOV 4                              | DOV 6                              | DAY 31                             | DAR 7                              | RCH 8                              | RCH 5                              | BRI 7                              | LVS 2                              | TAL 3                              | ROV 2                              | KAN 36                             | TEX 2*                             | MAR 3                              | PHO 2                              | 5e                                 | 2306                               |  |
| 2021                               | JR Motorsports                     | 9                                  | Chevrolet                          | DAY 32                             | DRC 28                             | HOM 33                             | LVS 5                              | PHO 39                             | ATL 4                              | MAR 2                              | TAL 6                              | DAR 4*                             | DOV 15                             | COA 36                             | CLT 27                             | MOH 40                             | TEX 7                              | NSH 8                              | POC 4                              | ROA 9                              | ATL 3                              | NHA 14                             | GLN 7                              | IRC 5                              | MCH 3                              | DAY 7                              | DAR 1                              | RCH 1                              | BRI 12                             | LVS 3                              | TAL 30                             | ROV 6                              | TEX 3                              | KAN 35                             | MAR 1*                             | PHO 12                             | 3e                                 | 4025                               |  |
| 2022                               | JR Motorsports                     | 9                                  | Chevrolet                          | DAY 3                              | CAL 2                              | LVS 2                              | PHO 1*                             | ATL 26                             | COA 4                              | RCH 21                             | MAR 20                             | TAL 1                              | DOV 4                              | DAR 2                              | TEX 36                             | CLT 4                              | PIR 9                              | NSH 13                             | ROA 8                              | ATL 6                              | NHA 38                             | POC 1*                             | IRC 10                             | MCH 3                              | GLN 4                              | DAY 22*                            | DAR 1*                             | KAN 1                              | BRI 1                              | TEX 1*                             | TAL 10                             | ROV 3                              | LVS 2*                             | HOM 1*                             | MAR 4                              | PHO 2                              | 2e                                 | 4035                               |  |
Au 30 novembre 2023, il a participé à 135 courses réparties sur cinq saisons (2018-2022) :
- Dernière saison : Voiture ? no 29 de la ? en 201??
- Résultat dernière saison : 2e en 2022
- Meilleur classement en fin de saison : 2e en 2022
- Première course : 2018 ToyotaCare 250 (Richmond)
- Dernière course : 2022 Xfinity Series Championship Race (Phoenix)
- Première victoire : 2020 NASCAR Racing Experience 300 (Daytona)
- Dernière victoire : 2022 Contender Boats 300 (Homestead)
- Victoire(s) : 13
- Top5 : 62
- Top10 : 96
- Pole position : 2

#### Truck Series
| Légende  | Légende |
| -------- | --- |
| Gras     | Pole position décernée en fonction du temps réalisé en qualification.                                                                     |
| Italique | Pole position décernée en fonction des points au classement ou des temps aux essais.                                                      |
| *        | Plus grand nombre de tours menés. |
| 01       | Aucun point de championnat car inéligible pour le titre lors de cette saison (le pilote concourt pour le titre dans une autre catégorie). |
| DNQ      | Ne s'est pas qualifié. |
| Résultats en NASCAR Camping World Truck Series | Résultats en NASCAR Camping World Truck Series | Résultats en NASCAR Camping World Truck Series | Résultats en NASCAR Camping World Truck Series | Résultats en NASCAR Camping World Truck Series | Résultats en NASCAR Camping World Truck Series | Résultats en NASCAR Camping World Truck Series | Résultats en NASCAR Camping World Truck Series | Résultats en NASCAR Camping World Truck Series | Résultats en NASCAR Camping World Truck Series | Résultats en NASCAR Camping World Truck Series | Résultats en NASCAR Camping World Truck Series | Résultats en NASCAR Camping World Truck Series | Résultats en NASCAR Camping World Truck Series | Résultats en NASCAR Camping World Truck Series | Résultats en NASCAR Camping World Truck Series | Résultats en NASCAR Camping World Truck Series | Résultats en NASCAR Camping World Truck Series | Résultats en NASCAR Camping World Truck Series | Résultats en NASCAR Camping World Truck Series | Résultats en NASCAR Camping World Truck Series | Résultats en NASCAR Camping World Truck Series | Résultats en NASCAR Camping World Truck Series | Résultats en NASCAR Camping World Truck Series | Résultats en NASCAR Camping World Truck Series | Résultats en NASCAR Camping World Truck Series | Résultats en NASCAR Camping World Truck Series | Résultats en NASCAR Camping World Truck Series | Résultats en NASCAR Camping World Truck Series |
| ---------------------------------------------- | ---------------------------------------------- | ---------------------------------------------- | ---------------------------------------------- | ---------------------------------------------- | ---------------------------------------------- | ---------------------------------------------- | ---------------------------------------------- | ---------------------------------------------- | ---------------------------------------------- | ---------------------------------------------- | ---------------------------------------------- | ---------------------------------------------- | ---------------------------------------------- | ---------------------------------------------- | ---------------------------------------------- | ---------------------------------------------- | ---------------------------------------------- | ---------------------------------------------- | ---------------------------------------------- | ---------------------------------------------- | ---------------------------------------------- | ---------------------------------------------- | ---------------------------------------------- | ---------------------------------------------- | ---------------------------------------------- | ---------------------------------------------- | ---------------------------------------------- | ---------------------------------------------- |
| Année                                          | Équipe                                         | No.                                            | Constructeur                                   | 1                                              | 2                                              | 3                                              | 4                                              | 5                                              | 6                                              | 7                                              | 8                                              | 9                                              | 10                                             | 11                                             | 12                                             | 13                                             | 14                                             | 15                                             | 16                                             | 17                                             | 18                                             | 19                                             | 20                                             | 21                                             | 22                                             | 23                                             | Clas.                                          | Pts                                            |
| 2016                                           | Wauters Motorsports                            | 18                                             | Toyota                                         | DAY                                            | ATL                                            | MAR                                            | KAN                                            | DOV                                            | CLT                                            | TEX                                            | IOW                                            | GTW                                            | KEN                                            | ELD                                            | POC                                            | BRI                                            | MCH                                            | MSP                                            | CHI                                            | NHA                                            | LVS                                            | TAL                                            | MAR                                            | TEX                                            | PHO 16                                         | HOM 15                                         | 40e                                            | 35                                             |
| 2017                                           | Kyle Busch Motorsports                         | 18                                             | Toyota                                         | DAY 26                                         | ATL 15                                         | MAR 4                                          | KAN 28                                         | CLT 9                                          | DOV 9                                          | TEX 7                                          | GTW 9                                          | IOW 6                                          | KEN 5                                          | ELD 7                                          | POC 24                                         | MCH 7                                          | BRI 15                                         | MSP 2                                          | CHI 8                                          | NHA 15                                         | LVS 13                                         | TAL 14                                         | MAR 1                                          | TEX 10                                         | PHO 15                                         | HOM 18                                         | 10e                                            | 724                                            |
| 2018                                           | Kyle Busch Motorsports                         | 18                                             | Toyota                                         | DAY 23                                         | ATL 2                                          | LVS 12                                         | MAR 5                                          | DOV 20                                         | KAN 1*                                         | CLT 8                                          | TEX 10                                         | IOW 2                                          | GTW 10*                                        | CHI 4                                          | KEN 8*                                         | ELD 6                                          | POC INQ†                                       | MCH 4*                                         | BRI 9                                          | MSP 9*                                         | LVS 18                                         | TAL 13                                         | MAR 7                                          | TEX 10                                         | PHO 2                                          | HOM 3                                          | 2e                                             | 4034                                           |
Au 30 novembre 2023, il a participé à 47 courses réparties sur 3 saisons (2016-2018) :
- Dernière saison : Voiture Toyota no 18 de la Kyle Busch Motorsports en 2018
- Résultat dernière saison : 2e en 2018
- Meilleur classement en fin de saison : 2e en 2018
- Première course : 2016 Lucas Oil 150 (Phoenix)
- Dernière course : 2018 Ford EcoBoost 200 (Homestead)
- Première victoire : 2017 Texas Roadhouse 200 (Martinsville)
- Dernière victoire : 2018 37 Kind Days 250 (Kansas)
- Victoire(s) : 2
- Top5 : 12
- Top10 : 30
- Pole position : 9

#### K&N Pro Series East
| Légende  | Légende |
| -------- | --- |
| Gras     | Pole position décernée en fonction du temps réalisé en qualification.                                                                     |
| Italique | Pole position décernée en fonction des points au classement ou des temps aux essais.                                                      |
| *        | Plus grand nombre de tours menés. |
| 01       | Aucun point de championnat car inéligible pour le titre lors de cette saison (le pilote concourt pour le titre dans une autre catégorie). |
| DNQ      | Ne s'est pas qualifié. |
| Résultats en NASCAR K&N Pro Series East | Résultats en NASCAR K&N Pro Series East | Résultats en NASCAR K&N Pro Series East | Résultats en NASCAR K&N Pro Series East | Résultats en NASCAR K&N Pro Series East | Résultats en NASCAR K&N Pro Series East | Résultats en NASCAR K&N Pro Series East | Résultats en NASCAR K&N Pro Series East | Résultats en NASCAR K&N Pro Series East | Résultats en NASCAR K&N Pro Series East | Résultats en NASCAR K&N Pro Series East | Résultats en NASCAR K&N Pro Series East | Résultats en NASCAR K&N Pro Series East | Résultats en NASCAR K&N Pro Series East | Résultats en NASCAR K&N Pro Series East | Résultats en NASCAR K&N Pro Series East | Résultats en NASCAR K&N Pro Series East | Résultats en NASCAR K&N Pro Series East | Résultats en NASCAR K&N Pro Series East | Résultats en NASCAR K&N Pro Series East |
| --------------------------------------- | --------------------------------------- | --------------------------------------- | --------------------------------------- | --------------------------------------- | --------------------------------------- | --------------------------------------- | --------------------------------------- | --------------------------------------- | --------------------------------------- | --------------------------------------- | --------------------------------------- | --------------------------------------- | --------------------------------------- | --------------------------------------- | --------------------------------------- | --------------------------------------- | --------------------------------------- | --------------------------------------- | --------------------------------------- |
| Année                                   | Équipe                                  | No.                                     | Constructeur                            | 1                                       | 2                                       | 3                                       | 4                                       | 5                                       | 6                                       | 7                                       | 8                                       | 9                                       | 10                                      | 11                                      | 12                                      | 13                                      | 14                                      | Clas.                                   | Pts                                     |
| 2015                                    | Jefferson Pitts Racing                  | 7                                       | Ford                                    | NSM                                     | GRE                                     | BRI                                     | IOW                                     | BGS                                     | LGY                                     | COL                                     | NHA                                     | IOW                                     | GLN 8                                   | MOT                                     | VIR                                     |                                         |                                         | 35e                                     | 70                                      |
| 2015                                    | Jefferson Pitts Racing                  | 55                                      | Ford                                    |                                         |                                         |                                         |                                         |                                         |                                         |                                         |                                         |                                         |                                         |                                         |                                         | RCH 10                                  | DOV                                     | 35e                                     | 70                                      |
| 2016                                    | Jefferson Pitts Racing                  | 55                                      | Ford                                    | NSM 6                                   | MOB 12                                  | GRE 7                                   | BRI 12                                  | VIR 17                                  | DOM 3                                   |                                         |                                         | NHA 11                                  | IOW                                     |                                         |                                         |                                         | DOV 24                                  | 5e                                      | 454                                     |
| 2016                                    | Jefferson Pitts Racing                  | 7                                       | Ford                                    |                                         |                                         |                                         |                                         |                                         |                                         | STA 1                                   | COL 5                                   |                                         |                                         | GLN 15                                  | GRE 13                                  | NJM 1                                   |                                         |                                         |                                         |
| 2018                                    | DGR-Crosley                             | 54                                      | Toyota                                  | NSM                                     | BRI 3                                   | LGY                                     | SBO                                     | SBO                                     | MEM                                     | NJM                                     | TMP                                     | NHA                                     | IOW                                     |                                         |                                         |                                         |                                         | 31e                                     | 67                                      |
| 2018                                    | DGR-Crosley                             | 98                                      | Toyota                                  |                                         |                                         |                                         |                                         |                                         |                                         |                                         |                                         |                                         |                                         | GLN 20                                  | GTW                                     | NHA                                     | DOV                                     | 31e                                     | 67                                      |

#### K&N Pro Series West
| Légende  | Légende |
| -------- | --- |
| Gras     | Pole position décernée en fonction du temps réalisé en qualification.                                                                     |
| Italique | Pole position décernée en fonction des points au classement ou des temps aux essais.                                                      |
| *        | Plus grand nombre de tours menés. |
| 01       | Aucun point de championnat car inéligible pour le titre lors de cette saison (le pilote concourt pour le titre dans une autre catégorie). |
| DNQ      | Ne s'est pas qualifié. |
| Résultats en NASCAR K&N Pro Series West | Résultats en NASCAR K&N Pro Series West | Résultats en NASCAR K&N Pro Series West | Résultats en NASCAR K&N Pro Series West | Résultats en NASCAR K&N Pro Series West | Résultats en NASCAR K&N Pro Series West | Résultats en NASCAR K&N Pro Series West | Résultats en NASCAR K&N Pro Series West | Résultats en NASCAR K&N Pro Series West | Résultats en NASCAR K&N Pro Series West | Résultats en NASCAR K&N Pro Series West | Résultats en NASCAR K&N Pro Series West | Résultats en NASCAR K&N Pro Series West | Résultats en NASCAR K&N Pro Series West | Résultats en NASCAR K&N Pro Series West | Résultats en NASCAR K&N Pro Series West | Résultats en NASCAR K&N Pro Series West | Résultats en NASCAR K&N Pro Series West | Résultats en NASCAR K&N Pro Series West | Résultats en NASCAR K&N Pro Series West |
| --------------------------------------- | --------------------------------------- | --------------------------------------- | --------------------------------------- | --------------------------------------- | --------------------------------------- | --------------------------------------- | --------------------------------------- | --------------------------------------- | --------------------------------------- | --------------------------------------- | --------------------------------------- | --------------------------------------- | --------------------------------------- | --------------------------------------- | --------------------------------------- | --------------------------------------- | --------------------------------------- | --------------------------------------- | --------------------------------------- |
| Année                                   | Équipe                                  | No.                                     | Constructeur                            | 1                                       | 2                                       | 3                                       | 4                                       | 5                                       | 6                                       | 7                                       | 8                                       | 9                                       | 10                                      | 11                                      | 12                                      | 13                                      | 14                                      | Clas.                                   | Pts                                     |
| 2015                                    | Jefferson Pitts Racing                  | 7                                       | Ford                                    | KCR 3                                   | IRW 7                                   | TUS 1                                   | IOW 3                                   | SHA 16                                  | SON 7                                   | SLS 2                                   | IOW 2                                   | EVG 5                                   | CNS 8                                   | MER 1*                                  | AAS 8                                   | PHO 14                                  |                                         | 2e                                      | 504                                     |
| 2016                                    | Jefferson Pitts Racing                  | 7                                       | Ford                                    | IRW 4                                   | KCR 8                                   | TUS 9                                   | OSS 3                                   | CNS 10                                  | SON 2*                                  | SLS 2                                   | IOW 6                                   | EVG 16                                  | DCS 4                                   | MMP 1                                   | MMP 1                                   | MER 6                                   | AAS 4                                   | 3e                                      | 552                                     |
| 2019                                    | Jefferson Pitts Racing                  | 7                                       | Chevrolet                               | LVS                                     | IRW                                     | TUS                                     | TUS                                     | CNS                                     | SON 1                                   | DCS                                     | IOW                                     | EVG                                     | GTW                                     | MER                                     | AAS                                     | KCR                                     | PHO                                     | N.C.                                    | 01*                                     |

#### Pinty's Series
| Légende  | Légende |
| -------- | --- |
| Gras     | Pole position décernée en fonction du temps réalisé en qualification.                                                                     |
| Italique | Pole position décernée en fonction des points au classement ou des temps aux essais.                                                      |
| *        | Plus grand nombre de tours menés. |
| 01       | Aucun point de championnat car inéligible pour le titre lors de cette saison (le pilote concourt pour le titre dans une autre catégorie). |
| DNQ      | Ne s'est pas qualifié. |
| Résultats en NASCAR Pinty's Series | Résultats en NASCAR Pinty's Series | Résultats en NASCAR Pinty's Series | Résultats en NASCAR Pinty's Series | Résultats en NASCAR Pinty's Series | Résultats en NASCAR Pinty's Series | Résultats en NASCAR Pinty's Series | Résultats en NASCAR Pinty's Series | Résultats en NASCAR Pinty's Series | Résultats en NASCAR Pinty's Series | Résultats en NASCAR Pinty's Series | Résultats en NASCAR Pinty's Series | Résultats en NASCAR Pinty's Series | Résultats en NASCAR Pinty's Series | Résultats en NASCAR Pinty's Series | Résultats en NASCAR Pinty's Series | Résultats en NASCAR Pinty's Series | Résultats en NASCAR Pinty's Series | Résultats en NASCAR Pinty's Series | Résultats en NASCAR Pinty's Series |  |
| ---------------------------------- | ---------------------------------- | ---------------------------------- | ---------------------------------- | ---------------------------------- | ---------------------------------- | ---------------------------------- | ---------------------------------- | ---------------------------------- | ---------------------------------- | ---------------------------------- | ---------------------------------- | ---------------------------------- | ---------------------------------- | ---------------------------------- | ---------------------------------- | ---------------------------------- | ---------------------------------- | ---------------------------------- | ---------------------------------- |  |
| Année                              | Équipe                             | No.                                | Constructeur                       | 1                                  | 2                                  | 3                                  | 4                                  | 5                                  | 6                                  | 7                                  | 8                                  | 9                                  | 10                                 | 11                                 | 12                                 | 13                                 | 14                                 | Clas.                              | Pts                                |  |
| 2018                               | DJK Racing                         | 28                                 | Dodge                              | MSP 3                              | HAM                                | ACD                                | TOR                                | SAS                                | SAS                                | EIR                                | CTR                                | RIS                                | MSP                                | ASE                                | NHA                                | JUK                                |                                    | 35e                                | 41                                 |  |
| 2023                               | Kasey Jones Racing                 | 30                                 | Dodge                              | SUN                                | MSP                                | ACD                                | AVE                                | TOR                                | EDM                                | SAS                                | SAS                                | CTR                                | OSK                                | OSK                                | ICAR                               | MSP                                | DEL 10                             | 48e                                | 34                                 |  |

### ARCA MENARDS Series
| Légende  | Légende |
| -------- | --- |
| Gras     | Pole position décernée en fonction du temps réalisé en qualification.                                                                     |
| Italique | Pole position décernée en fonction des points au classement ou des temps aux essais.                                                      |
| *        | Plus grand nombre de tours menés. |
| 01       | Aucun point de championnat car inéligible pour le titre lors de cette saison (le pilote concourt pour le titre dans une autre catégorie). |
| DNQ      | Ne s'est pas qualifié. |
| Résultats en ARCA Racing Series | Résultats en ARCA Racing Series | Résultats en ARCA Racing Series | Résultats en ARCA Racing Series | Résultats en ARCA Racing Series | Résultats en ARCA Racing Series | Résultats en ARCA Racing Series | Résultats en ARCA Racing Series | Résultats en ARCA Racing Series | Résultats en ARCA Racing Series | Résultats en ARCA Racing Series | Résultats en ARCA Racing Series | Résultats en ARCA Racing Series | Résultats en ARCA Racing Series | Résultats en ARCA Racing Series | Résultats en ARCA Racing Series | Résultats en ARCA Racing Series | Résultats en ARCA Racing Series | Résultats en ARCA Racing Series | Résultats en ARCA Racing Series | Résultats en ARCA Racing Series | Résultats en ARCA Racing Series | Résultats en ARCA Racing Series | Résultats en ARCA Racing Series | Résultats en ARCA Racing Series | Résultats en ARCA Racing Series |
| ------------------------------- | ------------------------------- | ------------------------------- | ------------------------------- | ------------------------------- | ------------------------------- | ------------------------------- | ------------------------------- | ------------------------------- | ------------------------------- | ------------------------------- | ------------------------------- | ------------------------------- | ------------------------------- | ------------------------------- | ------------------------------- | ------------------------------- | ------------------------------- | ------------------------------- | ------------------------------- | ------------------------------- | ------------------------------- | ------------------------------- | ------------------------------- | ------------------------------- | ------------------------------- |
| Année                           | Équipe                          | No.                             | Constructeur                    | 1                               | 2                               | 3                               | 4                               | 5                               | 6                               | 7                               | 8                               | 9                               | 10                              | 11                              | 12                              | 13                              | 14                              | 15                              | 16                              | 17                              | 18                              | 19                              | 20                              | Clas.                           | Pts                             |
| 2015                            | Mason Mitchell Motorsports      | 78                              | Ford                            | DAY                             | MOB                             | NSH                             | SLM                             | TAL                             | TOL                             | NJE                             | POC                             | MCH                             | CHI                             | WIN                             | IOW                             | IRP                             | POC                             | BLN                             | ISF                             | DSF                             | SLM                             | KAN                             | KEN 14                          | 105e                            | 160                             |
| 2016                            | Mason Mitchell Motorsports      | 78                              | Chevrolet                       | DAY                             | NSH                             | SLM                             | TAL                             | TOL                             | NJE                             | POC 30                          | MCH                             | MAD                             | WIN                             | IOW                             | IRP                             | POC                             | BLN                             | ISF                             | DSF                             | SLM                             | CHI                             | KEN                             |                                 | 77e                             | 285                             |
| 2016                            | Venturini Motorsports           | 15                              | Toyota                          |                                 |                                 |                                 |                                 |                                 |                                 |                                 |                                 |                                 |                                 |                                 |                                 |                                 |                                 |                                 |                                 |                                 |                                 |                                 | KAN 5                           | 77e                             | 285                             |
| 2017                            | Venturini Motorsports           | 55                              | Toyota                          | DAY 26                          | NSH                             | SLM                             | TAL 30                          | TOL                             | ELK                             | POC                             | MCH                             | MAD                             | IOW                             | IRP                             |                                 |                                 |                                 |                                 |                                 |                                 |                                 |                                 |                                 | 34e                             | 685                             |
| 2017                            | Venturini Motorsports           | 15                              | Toyota                          |                                 |                                 |                                 |                                 |                                 |                                 |                                 |                                 |                                 |                                 |                                 | POC 9                           | WIN                             | ISF                             | ROA 25                          | DSF                             | SLM                             | CHI 4                           | KEN                             | KAN                             | 34e                             | 685                             |
| 2018                            | DGR-Crosley                     | 54                              | Toyota                          | DAY 7                           | NSH                             | SLM                             | TAL                             | TOL                             | CLT                             | POC 10                          | MCH                             | MAD                             | GTW                             | CHI                             | IOW                             | ELK                             | POC                             | ISF                             | BLN                             | DSF                             | SLM                             | IRP                             | KAN                             | 56e                             | 385                             |
Au 14 mars 2022, il a participé à 10 courses réparties sur quatre saisons (2015-2018) :
- Dernière saison : Voiture Toyota no 54 de la DGR-Crosley
- Résultat dernière saison : 56e en 2018
- Meilleur classement en fin de saison : 34e en 2017
- Victoire(s) : 0
- Top5 : 2
- Top10 : 5
- Pole position : 1